# Władysław Nikiciuk
Władysław Nikiciuk   (Dzieviatkaŭcy, 9 de març de 1940) és un atleta polonès, especialista en el llançament de javelina, que va competir entre finals de la dècada de 1950 i començaments de la de 1970.
El 1964 va prendre part en els Jocs Olímpics d'Estiu de Tòquio, on fou novè en la prova del llançament de javelina del programa d'atletisme. Quatre anys més tard, als Jocs de Ciutat de Mèxic, fou quart en la mateixa prova.
En el seu palmarès destaquen dues medalles al Campionat d'Europa d'atletisme, de bronze el 1962 i de plata el 1966, així com set campionats polonesos: 1961, 1964, 1967, 1968, 1970, 1971 i 1973. El 1968 va establir el rècord nacional.
Una vegada retirat va exercir d'entrenador d'atletisme.

## Millors marques
- Llançament de javelina. 86,10 metres (1968)[4]